# Monte Pora
Il monte Pora (IPA: [ˈpɔːɾa]) è un massiccio delle Prealpi Bergamasche alto 1880 m. È raggiungibile tramite una strada che da Castione della Presolana porta alle Malghe di Pora (Malga bassa di Pora: 1312 m, Malga alta di Pora: 1489 m). La strada è solitamente aperta anche nel periodo invernale, ma viene chiusa in caso di forti nevicate.

## Descrizione
È situato tra l'Alta val Seriana, in provincia di Bergamo, precisamente nella val Borlezza (il cui omonimo torrente nasce proprio dalle pendici del Pora), e la val Camonica. Segna il confine tra le province di Brescia e Bergamo.
Presenta due versanti molto diversi tra di loro: quello est, che domina la sottostante Val Camonica, è molto ripido e impervio, mentre il versante ovest è meno ripido ma sempre imponente, ed ospita la stazione sciisitica omonima. È il punto più elevato della catena che chiude a sud l'altopiano di Castione della Presolana, di cui fanno parte il monte Scanapà (1669 m), il monte Lantana (1615 m), il monte Pora e il monte Alto (1721 m).
Dalla cima è possibile godere di un panorama di ampio respiro: a nord l'imponente parete sud della Presolana con l'omonima conca, lo Scanapà e la testata della val di Scalve, a nord-est l'ampia dorsale del pizzo Camino e della cima Moren, ad est il monte Altissimo che domina su Borno, a sud la val Camonica con i comuni di Angolo Terme, Darfo, nonché il lago d'Iseo. Nelle giornate più terse è possibile vedere la catena appenninica. Se invece si volge lo sguardo a ovest, ci imbattiamo nella catena del Pizzo Formico e, più in là, il pizzo Arera, la cima del Fop e il monte Secco; a nord ovest, invece si ammirano i giganti delle Orobie, cioè la dorsale che fa da spartiacque con la Valtellina e che annovera monti di altezze superiori ai 3000 m (pizzo Coca, 3050 m; pizzo Scais, 3037 m).

### Valli
Il Pora è solcato da numerose valli, tra le quali: valle di Frucc, che giunge sino a Onore (con il nome di val Righenzolo), la valle di Vareno, che si congiunge con la valle di Pora a formare la valle di Tede, un'ampia depressione fluviale, solcata dal torrente Gera (che in molti punti si inabissa), una volta raggiunto il territorio il torrente cambia nome in Valleggia per poi cambiarlo di nuova in Borlezza all'altezza di Cerete; tutte queste valli sono tributarie dell'altopiano di Castione della Presolana. Le valli più importanti che confluiscono in val Camonica sono la val di Se e la valle dell'Orso.

## Città
Ai piedi del massiccio giacciono i comuni di Castione della Presolana (3 280 abitanti, altitudine 790 - 2521 metri sul livello del mare); Onore (717 abitanti, 700 metri sul livello del mare); Angolo Terme (2 500 abitanti, 426 metri sul livello del mare) e Rogno (3.566 abitanti, 215 metri sul livello del mare) in val Camonica - val d'Angolo.

## Turismo
Il monte Pora è meta nel periodo invernale di numerosi sciatori e snowboarder, che sfruttano gli otto impianti di risalita e gli oltre trenta chilometri di piste che presentano un medio grado di difficoltà. Gli impianti sono costituiti da quattro seggiovie, tre skilift e un tappeto, mentre le piste si suddividono in undici rosse (media difficoltà), una nera (alta difficoltà), sei blu (bassa difficoltà) e una rossa-blu. La pista nera è omologata dalla FISI, e ha ospitato tre edizioni dei Campionati italiani di sci alpino (2005, 2015 e 2016).
In estate il monte Pora è invece meta di escursionisti e ciclisti, che si cimentrano sia sulle strade che hanno ospitato il Giro d'Italia, come il passo della Presolana, oppure sui numerosi sterrati percorribili in mountain bike. La stessa salita che porta alle Malghe di Pora è frequentata da numerosi ciclisti, e vide l'arrivo della diciannovesima tappa del Giro d'Italia 2008, con la vittoria di Vasil' Kiryenka davanti a Danilo Di Luca e Aleksandr Efimkin.
In tutte le stagioni il monte Scanapà offre anche una terrazza naturale appositamente attrezzata (manichetta a vento e pedana) per il decollo di parapendii e deltaplani, con campo d'atterraggio attrezzato (sulla destra della pista artificiale di bob).